# Nof HaGalil
Nof HaGalil (hebräisch נוֹף הַגָּלִיל) ist eine Stadt im Nordbezirk Israels in der historischen Landschaft Galiläa mit 41.169 Einwohnern (2018). Bis 2019 trug sie den Namen Natzrat-Illit (hebräisch נָצְרַת עִלִּית). Im Gegensatz zur älteren Schwesterstadt Nazareth, in der vor allem israelische Araber leben, wird das 1957 gegründete Nof HaGalil überwiegend von Juden bewohnt. Sie wurde als Entwicklungsstadt für die Aufnahme jüdischer Immigranten angelegt. In Nof HaGalil hat die Verwaltung des Nordbezirks Israels ihren Sitz.

## Geographie
Nof HaGalil liegt oberhalb von Nazareth und 38 Kilometer von Haifa am Mittelmeer sowie 24 Kilometer von Tiberias am See Genezareth entfernt.

## Geschichte
Die Stadt wurde in den 1950er Jahren in unmittelbarer Nähe zu der arabischen Stadt Nazareth angelegt, 1957 zogen die ersten 300 Bewohner ein. Ursprünglich wurde sie Kiryat Natzrat (etwa „Vorstadt Nazareth“) oder Vered HaGalil („Rose von Galiläa“) genannt, mit der offiziellen Anerkennung als selbstständige Stadt in den 1960er Jahren erhielt sie den Namen Natzrat-Illit („Oberes Nazareth“).
Im Jahr 1961 zählte die Stadt 4.291 Einwohner, 1983 waren es 21.248. Von 1977 bis 2008 war Menachem Ariav Bürgermeister. 2014 wohnten in der Stadt 64,4 % Juden, 14,4 % christliche und 7,2 % muslimische Araber. Im Jahr 2022 waren etwa 70 % der Bevölkerung Juden und 28 % israelische Araber. Derzeit sind ein Siebtel der jüdischen Einwohner orthodoxe Juden.
Im Mai 2019 beschloss die Stadtverwaltung, den Namen der Stadt in Nof HaGalil (etwa „schöne Aussicht auf Galiläa“) zu ändern; in einer Umfrage unter den Einwohnern der Stadt wurde der neue Name angenommen. Der arabische Dichter und Schriftsteller Salman Masalha bezeichnete die Umbenennung als „einfallslosen zionistischen Bluff“, da offenbar vergessen gemacht werden solle, dass die Stadt einst auf den Ländereien der Einwohner einer arabischen Stadt gegründet wurde.

## Infrastruktur
Die geplante Bahnstrecke Haifa–Nazareth soll die Stadt an das Eisenbahnnetz anschließen. Im Straßenverkehr ist Nof HaGalil Endpunkt der Nationalstraßen 75 ( von Haifa) und 79 ( von Kirjat Bialik).

## Sport
Der Fußballverein der Stadt, Hapoel Nof HaGalil, spielte in der Saison 2021/22 in der höchsten Fußballliga Israels, der Ligat ha’Al, und trägt seine Heimspiele im Green-Stadion (hebräisch איצטדיון גרין, Itztadion Green) aus.

## Söhne und Töchter der Stadt
- Dudu Aouate (* 1977), israelischer Fußballspieler
- Aya Korem (* 1980), israelische Pop- und Rockmusikerin, Sängerin und Songwriterin

## Städtepartnerschaften
- Alba Iulia, Rumänien (seit 1994)[8]
- Czernowitz, Ukraine[9]
- Győr, Ungarn (seit 1993)[10]
- Kikinda, Serbien[11]
- Klagenfurt am Wörthersee, Österreich (seit 1992)[12]
- Leverkusen, Deutschland (seit 1980)[13]
- Saint-Étienne, Frankreich (seit 1974)[14]
- San Miguel de Tucumán, Argentinien (seit 1995)[15]